# Oscilator s Vinovim mostom
Oscilator sa Vinovim mostom je vrsta elektronskog oscilatora koja generiše sinusne talase. Može da generiše signal u dosta velikom opsegu učestanosti. Oscilator je baziran na mostu koji je osmislio Maks Vin 1891. Most se sastoji od 4 otpornika i 2 kondenzatora. Oscilator se može gledati i kao pojačavač sa pozitivnim pojačanjem kombinovan sa filtrom propusnikom opsega koji obezbjeđuje pozitivnu povratnu spregu.
Moderno kolo vuče porijeklo iz Vilijam Hjuletove (William Hewlett) magistarske teze sa Stamforda iz 1939. godine. On je našao način da napravi oscilator sa stabilnom amplitudom signala na izlazu, i bez velikih izobličenja. Hjulet, zajedno sa Dejvidom Pakardom (David Packard), osnovao je Hjulet-Pakard, i prvi proizvod njihove kompanije bio je HP200A, precizni oscilator sa Vinovim mostom.
Frekvencija oscilovanja data je relacijom:
{\displaystyle f={\frac {1}{2\pi RC}}\,}

## Pozadina

### Problemi sa konvencionalnim oscilatorom
Kolo kovencionalnog oscilatora je dizajnirano da počne oscilovati (engl. start up) i da se amplituda može kontrolisati.
Da bi linearno kolo počelo oscilovati, mora da ispuni Barkhauzenove uslove: njegovo kružno pojačanje mora biti veće ili jednako 1, a kružni fazni pomjeraj mora biti umnožak 360°. Teorija linearnih oscilatora ne objašnjava kako oscilator počinje oscilovati niti kako se određuje njegova amplituda. Linearni oscilaor podržava bilo koju amplitudu.
U praksi, kružno pojačanje je početno veće od jedan. Šumovi su prisutni u svim kolima, neki od njih će biti bližu željene frekvencije. Kružno pojačanje veće od jedan uzrokuje da amplituda na određenoj frekvenciji exponencijalno raste. Sa kružnim pojačanjem većim od jedan, oscilator će početi oscilovati.
Idealno, kružno pojačanje treba da bude tek iznad jedan, ali u praksi ono je često značajno veće od jedan. Veće kružno pojačanje rezultuje u bržem startu oscilatora. Veliko kružno pojačanje takođe kompenzuje promjene pojačanja usled varijacije temperature i željene frekvencije kod oscilatora čija je frekvencija podesiva. Da bi oscilator počeo oscilovati, kružno pojačanje u svim ovim slučajevima mora biti veće od jedan.
Kružno pojačanje veće od jedan ima i jednu manu. Teoretski, amplituda oscilovanja će rasti bez ograničenja. U praksi, amplituda će rast dok ne dođe do nekog ograničenja, kao na primjer, vrijednosti napona napajanja, ili maksimalne struje pojačavača. Ova ograničenja smanjuju efektivno pojačanje. To je poznato kao kompresija pojačanja.
Iako to ograničenje stabilizuje izlazni napon, dodaje dva bitna efekta: harmonijska izobličenja i utiče na frekvencijsku stabilnost oscilatora. Intenzitet izobličenja direktno je povezan sa koliko je kružno pojačanje veće od jedan bilo pri početku oscilovanja.
Količina izobličenja je takođe povezana sa konačnom amplitudom oscilovanja. Iako je pojačanje idealno linearno u praksi je nelinearno. Ta nelinearna funkcija se može gledati kao Tejlorov red. Za male amplitude više stepeni nemaju mnogo uticaja. Za veće amplitude, ne-linearnost je izraženija.

### Bridge osilator
Mičam je predložio mostni oscilator da bi riješio ove probleme.
Umjesto ograničavanja kružnog pojačanja na jedan, Mičam je predložio kolo koje bi podešavalo kružno pojačanje na jedan dok je pojačavač još u linearnoj regiji. Kao rezultat toga izobličenja su bila smanjena i frekvencija stabilizovana.
Na frekvenciji oscilovanja, Mičamov dizajn je bio linearno kolo sa konstantnim pojačanjem. Nije bilo izobličenja u sinusnom signalu. (U praksi, pojačavač nema nikada skroz linearno pojačanje, tako da postoji određeno izobličenje, ali daleko manje nego metodom kompresije pojačanja.)

### ilioscilator
Hjulеtov oscilator
Diferencijalni pojačavač velikog pojačanja sa pozitivnom povratnom spregom. Oscilator Vinovog mosta se može smatrati kombinacijom diferencijalnog pojačavača i Vinovog mosta, spojenih u pozitivnoj sprezi. Na frekvenciji oscilovanja most je skoro balansiran. Kružno pojačanje je rezultat veoma velikog pojačanja operacionog pojačavača i veoma malog odnosa mosta.
Konvencionalni RC oscilator
Jednoizlazni pojačavač malog pojačanja sa pozitivnom povratnom spregom. Rf, Rb i operacioni pojačavač čine ne-invertujući pojačavač sa malim pojačanjem od 1 + Rf/Rb≈3. R1,R2,C1 i C2 čine filtar propusnik opsega. Taj filtar je tu da obezbjedi pozitivnu povratnu spregu na frekvenciji oscilovanja. U idealnoj situaciji R1 = R2 = R, C1 = C2 = C i Rf/Rb = 2. Rb se grije i smanjuje pojačanje do tačke gdje ima onoliko pojačanja da održi sinusoidalno oscilovanje bez prelaska mogućnosti pojačavača.

## Vinov most
Mostovi su bili uobičajen način određivanja vrijednosti komponenti, tako što bi ih upoređivali sa drugim komponentama, poznatih vrijednosti. Često bi se nepoznata komponenta stavljala u jednu granu mosta, a u drugoj grani nekom komponentom promjenjive vrijednosti bi most dovodili u ravnotežu, ili bi mijenjali učestanost izvora. Vidjeti, na primjer, Vitstonov most.
Vinov most se koristi za precizno mjerenje kapaciteta u smislu otpora i frekvencije. Koristi se takođe za mjerenje audio frekvencija.
Vinov most ne zahtjeva jednake vrijednosti otpora i kapacitivnosti. Na određenoj frekvenciji, reaktansa redne veze R1–C1 biće neki cjelobrojni umnožak grane šanta R2–C2. Ako se R3 i R4 grane podese u istom odnosu, most je u ravnoteži.
Most je u ravnoteži kada:
{\displaystyle \omega ^{2}={1 \over R_{1}R_{2}C_{1}C_{2}}} and {\displaystyle {C_{1} \over C_{2}}={R_{4} \over R_{3}}-{R_{1} \over R_{2}}}
gdje je ω kružna učestanost. ({\displaystyle R_{3}} se odnosi na {\displaystyle R_{b}} u slici na vrhu, i {\displaystyle R_{4}} se odnosi na {\displaystyle R_{f}}.)
Jednačine se pojednostavljuju ako neko izabere  i ; rezultat je .
U praksi, vrijednosti R i C nikad neće biti potpuno jednake, ali jednačine iznad pokazuju da će za fiksne vrijednosti u granama 1 i 2, most biti u ravnoteži na nekom ω i pri nekom odnosu .

## Analiza
Analiza kružnog pojačanja
Kružno pojačanje Vinovog oscilatora je dato kao:
{\displaystyle A_{\beta }=({\frac {R_{1}/(1+sC_{1}R_{1})}{R_{1}/(1+sC_{1}R_{1})+R_{2}+1/(sC_{2})}}-{\frac {R_{b}}{R_{b}+R_{f}}})A_{0}\,} 
gdje je {\displaystyle A_{0}\,} frekvencijski zavisno pojačanje operacionog pojačavača.
Šiling dalje kaže da je uslov oscilovanja sledeći: {\displaystyle A_{\beta }=1\,}.
Što, pretpostavljajući da je {\displaystyle R_{1}=R_{2}=R\,} i {\displaystyle C_{1}=C_{2}=C\,} je zadovoljeno i sa
{\displaystyle \omega ={\frac {1}{RC}}\rightarrow f={\frac {1}{2\pi RC}}\,}
{\displaystyle {\frac {R_{f}}{R_{b}}}={\frac {2A_{0}+3}{A_{0}-3}}\,} sa {\displaystyle \lim _{A_{0}\rightarrow \infty }{\frac {R_{f}}{R_{b}}}=2\,}
Prenosna funkcija
{\displaystyle W(s)={\frac {R_{1}/(1+sC_{1}R_{1})}{R_{1}/(1+sC_{1}R_{1})+R_{2}+1/(sC_{2})}}}
{\displaystyle W(s)={\frac {sC_{2}R_{1}}{(1+sC_{1}R_{1})(sC_{2}R_{1}/(1+sC_{1}R_{1})+sC_{2}R_{2}+1)}}}
{\displaystyle W(s)={\frac {sC_{2}R_{1}}{sC_{2}R_{1}+(1+sC_{1}R_{1})(sC_{2}R_{2}+1)}}}
{\displaystyle W(s)={\frac {sC_{2}R_{1}}{C_{1}C_{2}R_{1}R_{2}s^{2}+(C_{2}R_{1}+C_{2}R_{2}+C_{1}R_{1})s+1}}}
Neka je R=R1=R2 i C=C1=C2
{\displaystyle W(s)={\frac {sCR}{C^{2}R^{2}s^{2}+3CRs+1}}}
I neka je CR=1.
{\displaystyle W(s)={\frac {s}{s^{2}+3s+1}}}
Dakle, prenosna funkcija ima nulu na 0 i pol na -1.5±(sqrt(5)/2): -2.6180 and -0.38197. Kada je pojačanje 1, dva realna pola sreću se na -1, i dijele u kompleksni par. Pri pojačanju 3, polovi prelaze imaginarnu osu. Pri pojačanju 5, polovi se sreću na realnoj osi i dijele u dva realna pola.

## Stabilizacija amplitude
Ključ malih izobličenja kod oscilatora sa Vinovim mostom je metoda stabilizacije amplitude koja ne podrazumjeva odsijecanje. Ideja korišćenja sijalice u mostnoj konfiguraciji za stabilizaciju amplitude je objavljena od strane Meacham-a 1938. Amplituda elektronskog oscilatora teži da raste do pojave odsijecanja ili nekog drugog (uglavnom pojačavačkog) ograničenja. Ovo uzrokuje relativno velika harmonijska izobličenja, što je uglavnom nepoželjno.
Hjulet je koristio sijalicu sa užarenim vlaknom kao detektor snage, niskopropusni filtar i kao element koji kontroliše pojačanje u oscilatorovoj povratnoj sprezi da bi kontrolisao izlaznu amplitudu. Otpornost vlakna žice raste sa temperaturom. Temperatura vlakna zavisi od snage koja se razvija na vlaknu i nekih drugih faktora. Ako je perioda oscilatora (inverzna frekvencija) značajno manja nego termalna vremenaska konstanta vlakna, onda će temperatura vlakna biri praktično konstantna u toku jedne periode. Otpor vlakna će određivati amplitudu izlaza. Ako amplituda raste, vlakno se grije i njegova otpornost raste. Kolo je dizajnorano tako da veća otpornost vlakna smanjuje kružno pojačanje, što za uzvrat smanjuje amplitudu na izlazu. Rezultat je sistem sa negativnom povratnom spregom koji stabilizuje izlaznu amplitudu na konstantnu vrijednost. Sa ovim načinom kontrole amplitude, oscilator funkcioniše kao skoro idealni linearni sistem i daje signal sa veoma malim izobličenjima na izlazu. Oscilatori koji koriste ograničavanje kao sistem kontrole amplitude uglavnom imaju velika harmonijska izobličenja. Na malim frekvencijama, kako se perioda oscilatora sa Vinovim mostom približava termalnoj vremenskoj konstanti vlakna, rad kola postaje sve više ne-linearan, a izlazna izobličenja rastu osjetno.
Sijalice imaju i svoje mane u ulozi elemenata za ograničenje pojačanja, najosjetnije zbog velike osjetljivosti na vibracije, radi njihovih mikrofonskih osobina koje amplitudski modulišu izlaz oscilatora, ograničenja u odzivu na visokim frekvencijama zbog induktivne prirode namotanog vlakna, i potrebne struje koja prevazilazi mogućnosti većine operacionih pojačavača. Moderni oscilatori sa VInovim mostom, koriste druge nelinearne elemente, kao što su diode, termistori, FETovi, ili fotoćelije za stabilizaciju amplitude. Izobličenja jako mala, reda 0.0003% (3 ppm) mogu se postići sa modernim komponentama koje Hjulet nije imao na raspolaganju.
Oscilatori sa Vinovim mostom koji koriste termistore takođe ispoljavaju "skakanje amplitude" kada se frekvencija oscilatora mijenja. Ovo je zbog malog faktora potiskivanja i velike vremenske konstante grube kontrole petlje, i promjene izazivaju prigušeni sinusoidalni odziv na izlazu. Ova osobina se može koristiti i kao gruba slika kvaliteta, jer što je veći skok amplitude nakon neke promjene, to su manja izobličenja tokom stabilnog rada.

## Literatura
- Bauer, Brunton (novembar 1949), „Design Notes on the Resistance-Capacity Oscillator Circuit (Part I)” (PDF), Hewlett-Packard Journal, Hewlett-Packard Company, 1 (3), Архивирано из оригинала (PDF) 20. 05. 2012. г., Приступљено 14. 12. 2012
- Bauer, Brunton (decembar 1949), „Design Notes on the Resistance-Capacity Oscillator Circuit (Part II)” (PDF), Hewlett-Packard Journal, Hewlett-Packard Company, 1 (4), Архивирано из оригинала (PDF) 20. 05. 2012. г., Приступљено 14. 12. 2012
- Ferguson, J. G.; Bartlett, B. W. (jul 1928), „The Measurement of Capacitance in Terms of Resistance and Frequency” (PDF), Bell System Technical Journal, 7 (3): 420—437
- Hamilton, Scott (2003). An Analog Electronics Companion: basic circuit design for engineers and scientists. Cambridge University Press. ISBN 978-0-521-79838-9.
- Hamilton, Scott (2007). An Analog Electronics Companion: basic circuit design for engineers and scientists and introduction to SPICE simulation. Cambridge University Press. ISBN 978-0-521-68780-5.
- Variable Frequency Oscillation Generator, 11. 7. 1939 Непознати параметар |inventor-first= игнорисан (помоћ); Непознати параметар |patent-number= игнорисан (помоћ); Непознати параметар |inventor-last= игнорисан (помоћ); Непознати параметар |country-code= игнорисан (помоћ); Непознати параметар |issue-date= игнорисан (помоћ)
- Meacham, L. A. (oktobar 1938), „The Bridge Stabilized Oscillator”, Proc. I. R. E., 26: 1278—1294
- Meacham, L. A. (oktobar 1938), „The Bridge Stabilized Oscillator” (PDF), Bell System Technical Journal, 17 (4): 574—591. Frequency and amplitude stabilization of an oscillator with no tube overloading. Uses tungsten lamp to balance bridge.
- Oliver, Bernard M. (April—June 1960), „The Effect of μ-Circuit Non-Linearity on the Amplitude Stability of RC Oscillators” (PDF), Hewlett-Packard Journal, 11 (8-10): 1—8, Архивирано из оригинала (PDF) 15. 04. 2012. г., Приступљено 14. 12. 2012 Проверите вредност парамет(а)ра за датум: |date= (помоћ). Shows that amplifier non-linearity is needed for fast amplitude settling of the Wien bridge oscillator.
- Schilling, Donald; Belove, Charles (1968), Electronic Circuits: Discrete and Integrated, McGraw-Hill
- Strauss, Leonard (1970). Wave Generation and Shaping (2nd изд.). McGraw-Hill. ISBN 978-0-07-062161-9.
- Terman, Frederick (1943), Radio Engineers' Handbook, McGraw-Hill
- Wien, M. (1891), „Messung der Inductionsconstanten mit dem "optischen Telephon"”, Annalen der Physik (на језику: German), 280 (12): 689—712, Bibcode:1891AnP...280..689W, doi:10.1002/andp.18912801208 Текст „Annalen der Physik und Chemie ” игнорисан (помоћ); |trans_chapter= игнорисан (помоћ)
- Williams, Jim (jun 1990), Bridge Circuits: Marrying Gain and Balance, Application Note, 43, Linear Technology Inc, стр. 29—33, 43
- Williams, Jim, ур. (1991). Analog Circuit Design, Art, Science, and Personalities. Butterworth Heinemann. ISBN 978-0-7506-9640-1.

## Spoljašnje veze
- [http://www.hp.com/hpinfo/abouthp/histnfacts/museum/earlyinstruments/0002/index.html
- Aigrain, P. R.; Williams, E. M. (januar 1948), „Theory of Amplitude-Stabilized Oscillators”, Proceedings of the IRE, 36 (1): 16—19, doi:10.1109/JRPROC.1948.230539